# العلاقات العراقية الفلسطينية
العلاقات العراقية - الفلسطينية هي العلاقات الثنائية بين حكومة جمهورية العراق ومنظمة التحرير الفلسطينية، والتي بدأت رسميا باعتراف العراق بمنظمة التحرير عام 1964، ومن ثم دولة فلسطين المُعلنة بالجزائر عام 1988 على حدود الضفة الغربية وقطاع غزة، حيث توجد سفارة وقنصلية فلسطينية في كل من بغداد وأربيل، ولكن لا توجد سفارة عراقية في الأراضي الفلسطينية لعدم اعتراف الحكومات العراقية المتعاقبة بالعملية السلمية في الشرق الأوسط.
إلاّ أن علاقة الجانبين تاريخيًا تعود إلى عدة عقود قبل إعلان الاستقلال الفلسطيني عام 1988، حيث بدأ التواجد الفلسطيني في العراق منذ حرب 1948 أو نكبة فلسطين، وهجرة عدة الآف من الفلسطينيين مع مركبات الجيش العراقي العائد من فلسطين إلى العراق، وإسكانهم بملاجئ بأمر من الملكة عالية - زوجة الملك غازي.
يذكر أن عدة مكاتب تابعة للفصائل الفلسطينية موجودة في العراق منذ السبعينات من القرن الفائت، رغم مضايقات الاستخبارات العراقية لليسارية منها، وعدم وجود تمثيل للتيار الإسلامي في بغداد.
تجدر الإشارة إلى أن البلدين عضوان في الجامعة العربية ومنظمة المؤتمر الإسلامي وحركة عدم الانحياز، وعدة منظمات دولية أخرى.

## مقارنة بين البلدين
|                        | فلسطين                                                                                          | العراق                                                                 |
| ---------------------- | ----------------------------------------------------------------------------------------------- | ---------------------------------------------------------------------- |
| المساحة                | - فلسطين التاريخية: 26,990 كم2 - الأراضي الفلسطينية: 6,158 كم2 (الضفة الغربية وقطاع غزة)        | 438,317 كم2                                                            |
| السكان                 | - الأراضي الفلسطينية: 4,211,789 - داخل الخط الأخضر[ ؟ ]: 1,500,000 (عرب 48) - الشتات: 5,000,000 | - داخل العراق: 31,664,466 - الشتات: 4,500,000                          |
| الكثافة السكانية       | 667 شخص/ كم2                                                                                    | 62 شخص/ كم2                                                            |
| العاصمة                | القدس (مُطالب بها)، رام الله (مؤقتا)                                                             | بغداد                                                                  |
| أكبر المدن             | القدس، غزة، الخليل، نابلس، جنين، رام الله - داخل الخط الأخضر[ ؟ ]: الناصرة، حيفا، يافا، عكا     | بغداد، البصرة، الموصل، أربيل، السليمانية، كركوك، النجف، كربلاء         |
| الحكومة                | نظام جمهوري                                                                                     | نظام جمهوري فدرالي                                                     |
| اللغات الرسمية         | العربية (الإنجليزية والعبرية مفهومة على نطاق واسع)                                              | العربية والكردية (التركمانية والآشورية والأرمنية رسمية في بعض المناطق) |
| الديانات الرئيسية      | 94% مسلمون سنة، 4% مسيحيون، 2% دروز                                                             | 65% مسلمون شيعة، 35% مسلمون سنة، 5% مسيحيون وآخرون                     |
| المجموعات العرقية      | 83% عرب، 1% أرمن، 17% يهود مستوطنون                                                             | 80% عرب، 17% أكراد، 3% تركمان وأرمن وآخرون                             |
| العملة                 | جنيه فلسطيني (حاليا: دينار أردني، جنيه مصري، وشيكل)                                             | دينار عراقي                                                            |
| الناتج المحلي الإجمالي | 12.95 مليار دولار أمريكي الناتج المحلي للفرد: 1,100 دولار / للفرد                               | 125.665 مليار دولار أمريكي الناتج المحلي للفرد: 3,826 دولار / للفرد    |
| الإنفاق العسكري        | ---                                                                                             | 8.6% من الدخل القومي (الخامسة عالميا)                                  |
| نسبة التعليم           | 94.6 %                                                                                          | 78.1 %                                                                 |
| رمز المكالمات الدولي   | 970                                                                                             | 964                                                                    |
| رمز الإنترنت           | .ps                                                                                             | .iq                                                                    |

## نبذة تاريخية

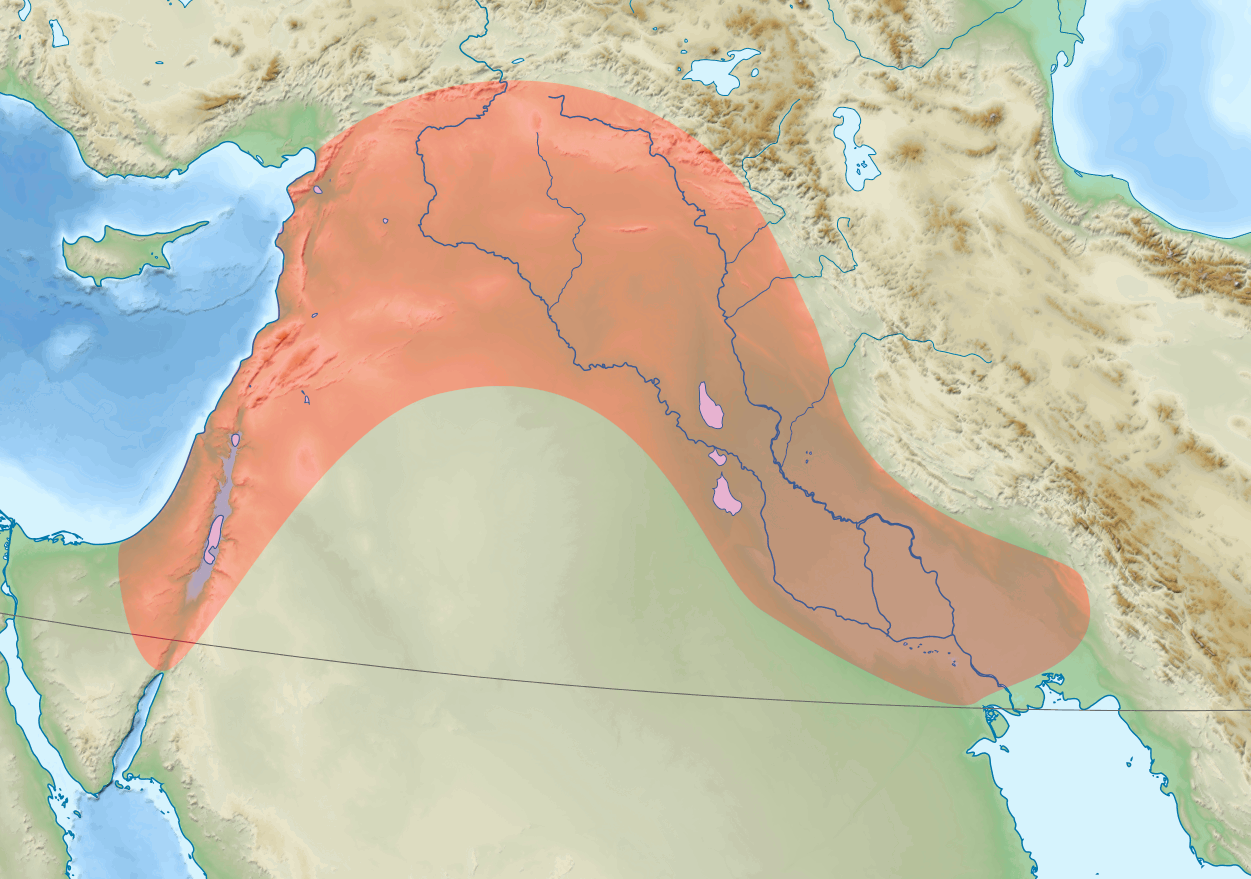
تُعتبر منطقة الهلال الخصيب - التي يشكل العراق وفلسطين جزءا منها، مهدا لكثير من الحضارات والديانات.

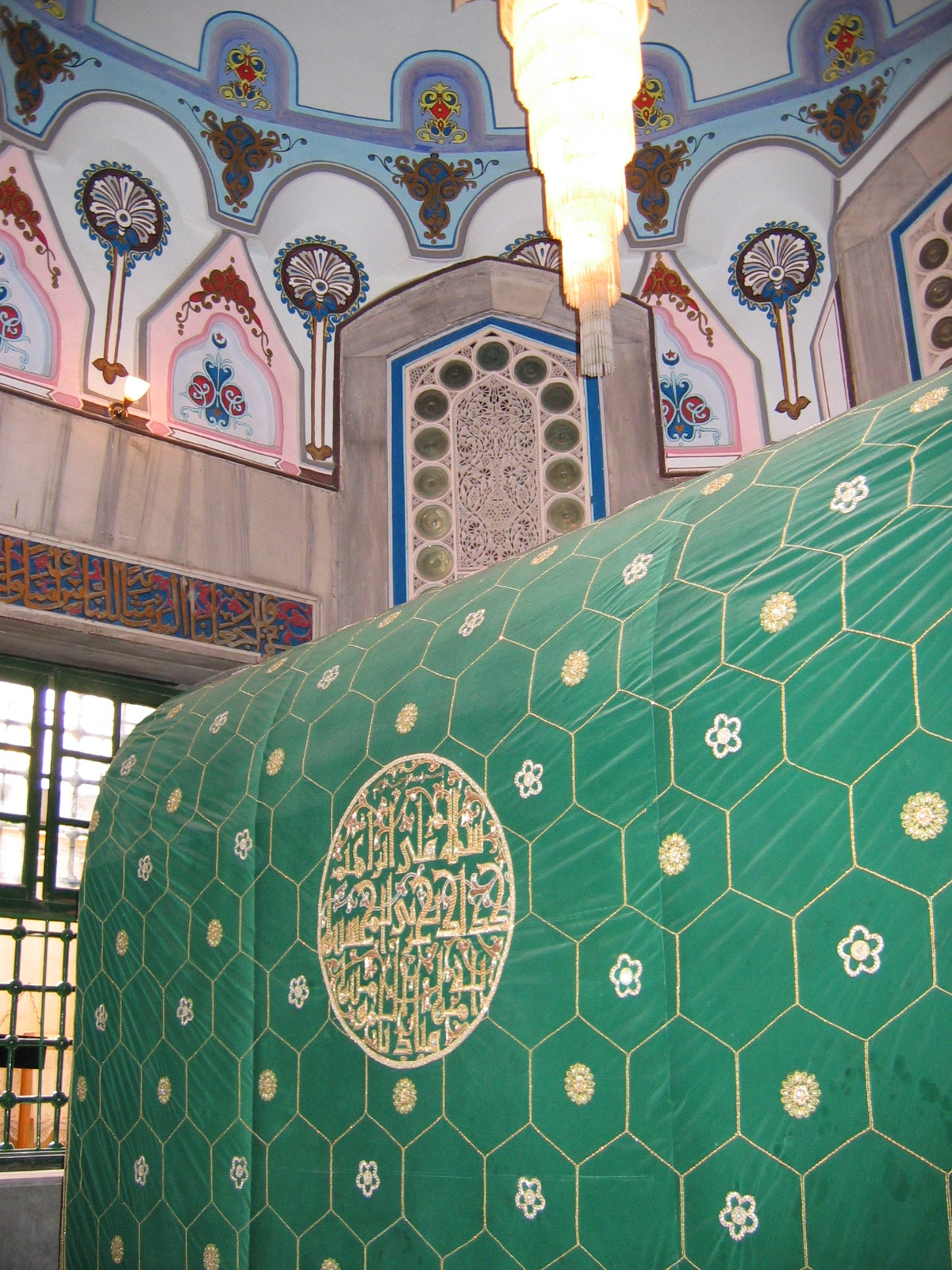
مقام النبي إبراهيم في الخليل.

يقع كل من فلسطين والعراق ضمن منطقة تاريخية واحدة، أطلق عليها الباحثون والمؤرخون اسم الهلال الخصيب، والتي بقت منطقة متحدة الحكم معظم الفترة القديمة بعد هجرة القبائل من الجزيرة العربية إلى هاتين المنطقتين وتأسيسها لحضارات كبيرة. وعند إتساع الإمبراطورية الآشورية ومن بعدها البابلية غربا، كانت فلسطين والقدس أحد مناطق تلك الإمبراطوريات القديمة. أطلق على هذه المنطقة هذه التسمية تميزًا لها كمنطقة «سامية» اللغة عن منطقة شبه الجزيرة الكبرى شرق البحر الأحمر «سامية» اللغة أيضًا ولكونها منطقة غنية بالمياه وتمتاز تربتها بالخصوبة التي تسمح بالزراعة فيها بسهولة، مما سهل الزراعة فيها ابتداءً من الزراعة البعلية.
وفي التراث الأسطوري الديني للمنطقة يقال أيضا أن النبي نوح كان لديه ثلاثة أبناء:سام، حام ويافث، أعطى نوح هذه المنطقة لابنه سام فلذلك سميّت «سامية». كما حصلت فيها أحداث بشرية مهمة كتطوّر فكرة الآلهة السماوية، بدلاً من عبادة مظاهر الطبيعة، وقد استخدم هذا المصطلح أيضًا للتعبير عن مناطق بداية الحضارات البشرية. كما تشهد قصة هجرة النبي إبراهيم من أور جنوب العراق إلى الخليل في فلسطين مرورا بتركيا على التقارب بين المنطقتين.
ومن أهم الأحداث التي حدثت بين المنطقتين هو هجوم الملك الآشوري نبوخذنصر على القدس ومحاصرتها، ومن ثم سبيه لليهود إلى بابل عام 586 ق.م. ومع هذا السبي انتهى أي وضع سياسى جغرافي لليهود في المنطقة وقد تمت العودة لليهود إلى أرض فلسطين مرة أخرى بعد سقوط الدولة الاشورية علي يد كورش الأكبر حاكم فارس.
وفي التاريخ الإسلامي، كان لصلاح الدين الأيوبي - والذي كان كرديا من تكريت في شمال العراق، الأثر الأكبر بين سكان القدس في العصور الوسطى، والذي قام بتحرير المدينة المقدسة من الفرنجة في الثاني من تشرين الأول / أكتوبر عام 1187، بعد معركة حطين. إن انتصارات صلاح الدين واسترداده لبيت المقدس أصبحت نموذجاً تقتدي به الأجيال من بعده، بسبب عوامل التشابه الكثيرة مع الواقع الذي تحرك فيه البطل صلاح الدين الأيوبي. ولقد بقيت مدن وادي الرافدين تشكل العمق الإستراتيجي للمدن الساحلية لشرق المتوسط منذ فجر الإسلام مرورا بحكم الأمويين ثم العباسيين - رغم سقوط الخلافة في بغداد على أيدي المغول واستعصاء فلسطين عليهم بعد معركة عين جالوت - حتى انتهاء حكم العثمانيين بعد الحرب العالمية الأولى، والذين حكموا المنطقة منذ بداية القرن السادس عشر.

### العصر الحديث

خط نفط الموصل-حيفا الممتد من حقول كركوك حتى حيفا (1935-1948).

تعود جذور العلاقات الثنائية بين العراق وفلسطين في التاريخ المعاصر إلى نهايات القرن التاسع عشر، كون المنطقتان كانتا تتبع الدولة العثمانية، وكانت هذه العلاقات تعتمد في بادئ الأمر على التبادل التجاري البسيط، ازداد هذا التقارب بعد قيام الكثير من الفلسطينيين بالقدوم إلى العراق بقصد التعليم وطلب الرزق، كذلك بعد إنشاء خط أنابيب لنقل النفط من حقول كركوك العراقية إلى ميناء مدينة حيفا الفلسطينية عام 1934. وبقدوم مفتي القدس الحاج أمين الحسيني إلى بغداد، ومشاركته في التخطيط لثورة مايس عام 1941 ضد الاستعمار البريطاني للعراق، ازداد هذا التقارب بشكل واضح.
ولقد ظهرت عدة مشاريع وحدوية تجمع المنطقتين ضمن عدة مسميات منذ بداية القرن العشرين، مثل مشروع سوريا الكبرى والهلال الخصيب والمشرق العربي وغيرها، والتي طرحها عدد من قادة المنطقة، منهم: نوري السعيد والملك عبد الله الأول وأنطوان سعادة وغيرهم. في المقابل تعرضت هذه المنطقة إلى التقسيم بين القوى الغربية منذ عام 1916 بعد إتفاقية سايكس بيكو وبعدها في مؤتمر سان ريمو وغيرها، حيث وقع كل من العراق وفلسطين تحت النفوذ البريطاني، بعد أن كانت فلسطين في بادئ الأمر تحت الإدارة الدولية.
تعززت العلاقة بين الطرفين بشكل كبير بعد دخول قوات الجيش العراقي إلى فلسطين أثناء حرب 1948 ودفاعها المستميت عن المدن العربية ضد العصابات الصهيونية إلى جانب الفلسطينيين، حيث يستذكر الفلسطينيون بطولات القوات العراقية التي اُستشهد العشرات منها على أرضهم، كما هو في جنين شمال فلسطين.
كانت للحكومات العراقية المتعاقبة مواقف داعمة للفلسطينيين منذ العهد الملكي، ازداد هذا الدعم بعد ثورة 14 تموز 1958 وما بعدها من حكومات حتى وصول حزب البعث[ ؟ ] إلى السلطة عام 1968، الذي أعطى من قضية فلسطين بعدا قوميا، رأى البعض فيه تجميلا لسياسات النظام في المنطقة.
كان من أهم الإجراءات التي قامت بها الحكومة العراقية تجاه القضية الفلسطينية قبل تأسيس منظمة التحرير الفلسطينية في منتصف الستينات من القرن الفائت - أسوة بموقف الحكومتين السورية والمصرية، أن أعلن رئيس الوزراء العراقي عبد الكريم قاسم في 1960 عن تشكيل وحدات فلسطينية مقاتلة فوق أراضيها تابعة إلى جيش التحرير الفلسطيني في العراق، والتي قدم لها الجيش العراقي كل تجهيزاته وتولي تدريبها، لتكون نواةً لتحرير فلسطين، حيث وضع لها نظاما متكاملاً، وتم تجهيزها بجميع التجهيزات العسكرية من الأسلحة والمعدات المخصصة أصلا للجيش العراقي، فضلاً عن التدريب في المعسكرات العراقية.

الاعتراف الدولي بدولة فلسطين، حيث اعترف العراق بها بعد إعلان الاستقلال الفلسطيني عام 1988.

شارك الجيش العراقي بـ 7000 جندي ضمن القوات العربية المدافعة عن فلسطين في حرب 1948.

استمر دعم العراق الرسمي للفلسطينيين المقيمين في العراق طيلة العقود التالية، وفي بعض الحالات داخل فلسطين كما حصل بعد انتفاضة الأقصى، حتى في أثناء الحصار الاقتصادي الذي استمر 13 سنة منذ عام 1990 - رغم فتور العلاقلات الرسمية بين الجانبين بعد توقيع إتفاق أوسلو بين منظمة التحرير الفلسطينية وإسرائيل. لقد استمر هذا الدعم المادي والإعلامي حتى تاريخ الغزو الأمريكي للعراق عام 2003، حيث بدى للبعض أن الفلسطينيين كانوا محسوبين على نظام حزب البعث[ ؟ ]، فتعرض الفلسطينيون إلى هجمة منظمة من قبل ميليشيات مسلحة، أدت إلى هجرة ثانية قلصت أعدادهم من قرابة 35,000 إلى عدة الآف يتركزون في مناطق معينة من العاصمة بغداد كالبلديات، ومدن أخرى في البلاد كالموصل، حيث غادر بعضهم إلى دول الجوار، وقبلت البرازيل، والولايات المتحدة بضعت الآف منهم أيضا بعد معاناة لسنوات في مخيم الوليد بالقرب من الحدود العراقية مع سوريا والأردن.
في المقابل كان الفلسطينيون يشكلون رافدا مهما في الحياة المدنية في العراق، خاصة في مجال التعليم والصحة وقطاع الخدمات أثناء فترة السبعينات وما بعدها، كون الفلسطينيين أحد أكثر شعوب المنطقة تعلما. وقد نتج عن التداخل الاجتماعي بينهم وبين محيطهم، انتماء شديد إلى العراق، خاصة فئة الطلاب منهم، الذين كانوا يتلقون التعليم المجاني كما العراقيين، ولم يكن هناك فرق في المعاملة بين العراقي والفلسطيني.

## فلسطينيو العراق
كان الفلسطينيون في العراق حتى عام 2003 ينقسمون إلى 3 أقسام أساسية وفقا لتاريخ هجرتهم إلى هناك، فالقسم الأول، هم لاجئي عام 1948 وأبناؤهم وأحفادهم - وهو الجزء الأكبر، أما القسم الثاني، فهم اللاجئون بعد حرب 1967، أما الجزء الأخير فهم الذين غادروا الكويت بعد الغزو العراقي عام 1990 قسرا. إلاّ أن هذا التواجد ظل مقتصرا على عدة الآف قليلة مقارنة بحجم التواجد الفلسطيني بدول الجوار كالأردن وسوريا ولبنان.
يشاد بالذكر إلى أن العراق ليس طرفا في اتفاقية عام 1951 وقانون اللاجئين، لذلك لم تعتبر السلطات العراقية الفلسطينيين كلاجئين، ومع ذلك تلقوا المساعدة من وزارة الدفاع العراقية ووزارة العمل والشؤون الاجتماعية العراقية، وكانت الحكومة العراقية توفر الحماية للفلسطينيين وتوفر لهم مستوى عال من العلاج، وذلك حسب ما جاء في بروتوكول الدار البيضاء الذي قامت به جامعة الدول العربية في عام 1965، وكانوا يمنحون وثائق سفر، وكان لهم الحق في العمل، والحق الكامل في الصحة والتعليم والخدمات الحكومية الأخرى وتملك البيوت واستئجارها، ووقف الفلسطينيون جنب إلى جنب مع العراقيين في الحروب وانخفاض مستويات المعيشة نتيجة الحصار الذي فرض على العراق قبل حرب 2003.

## هجرة اليهود إلى فلسطين

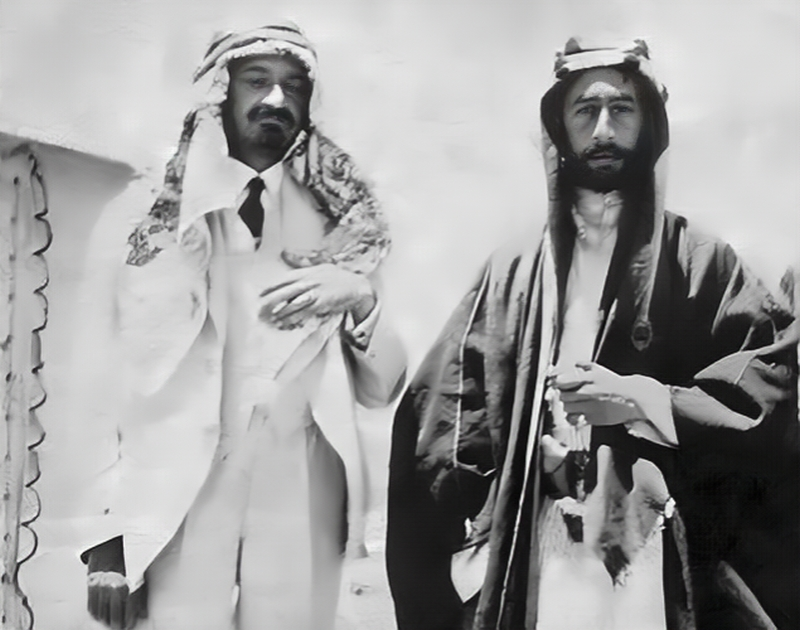
لقاء يجمع بين الأمير فيصل (ملك العراق لاحقا)، ورئيس المنظمة الصهيونية العالمية حاييم وايزمان (رئيس إسرائيل لاحقا)، في سوريا عام 1918.

كان سماح الحكومات العراقية المتعاقبة - شأنها شأن عدد من الحكومات العربية الأخرى - لهجرة مواطنيها اليهود إلى فلسطين بعد إعلان دولة إسرائيل، دورا كبيرا في إخلاء العراق تقريبا منهم ومساهمة في ترجيح الكفة الديموغرافية في فلسطين التاريخية لصالح اليهود، حيث إنهم كانوا يشكلون ما نسبته 2.6% من مجموع سكان العراق عام 1947، في حين أن نسبتهم انخفضت إلى 0.1% من سكان العراق عام 1950، حيث هاجر من العراق 120,000 يهودي بعد هذا العام، ليتضاعف عددهم في إسرائيل، إلى مئات الآلاف حاليا.

## العلاقات الرسمية
توالى منذ اعتراف العراق بمنظمة التحرير الفلسطينية عام 1964 إلى الآن، 8 سفراء (ممثلي المنظمة سابقا) لتمثيل الفلسطينيين في بغداد. كان من أهمهم صبري البنا (أبو نضال) - أمين سر حركة فتح سابقا - ممثلا لمنظمة التحرير بين عامي 1971 و1975، وعزام الأحمد - عضو المجلس الثوري لحركة فتح - الذي كان سفيرا لفلسطين وممثلا لمنظمة التحرير بين عامي 1979 – 1994. ويمكن تقسيم تاريخ العلاقات الرسمية بين المنظمة والحكومات العراقية إلى 3 فترات:

### الفترة الأولى: 1964 - 1975
| «إن الوحدة الوطنية في كل قطر عربي، لبنة في بناء وحدتنا الشاملة الكبرى، وإن فلسطين لا تعيدها الأقوال ولا تنفعها الخطب.» |
| —الرئيس العراقي الأسبق عبد الرحمن عارف                                                                                 |

كان أول ممثل لمنظمة التحرير في العراق داود عودة على علاقة وطيدة بالرئيس العراقي الراحل عبد السلام عارف، وحاول أن يقدم خدمات إنسانية للفلسطينيين في العراق من خلال علاقاته مع الحكومة العراقية. وأبرز حدث في حياته المهنية في العراق كان المشروع الذي تقدم به للحكومة العراقية ووافقت عليه والقاضي بمنح أراضٍ للاجئين الفلسطينيين في العراق في منطقة أبو غريب[ ؟ ] ومنطقة قريبة من منطقة الكاظمية غرب العاصمة بغداد للاستفادة منها في الزراعة والسكن، نظراً إلى أن اللاجئين هم من بيئة مزارعة. ولكنه حورب واتهم بأن مشروعه هذا يلغي حق العودة ويصبّ في طريق توطين اللاجئين الفلسطينيين في العراق، وأبرز من وقف بوجهه في ذلك الوقت حركة القوميين العرب.
ولقد توالى ممثلي المنظمة في بغداد إلى أن تولى صبري البنا (أبو نضال) إدارة مكتب منظمة التحرير في أواسط عام 1971 وكان يشغل منصب أمين سر حركة فتح - إقليم العراق، وفي نفس الوقت كان مديراً لمكتب المنظمة في العراق، إلا أن المكتب ظل يدار بكادره القديم من دون أن تتدخل حركة فتح في تغييرهم. وقد فصل من حركة فتح عام 1975 لاختلافه مع ياسر عرفات لأسباب تتعلق بالنظر للقضية الفلسطينية بالعموم، وبالتالي فإنه فصل من إدارة مكتب المنظمة. أدى هذا إلى أفعال انتقامية قام بها أبو نضال ضد عدد كبير من الشخصيات الفلسطينية في أوروبا، حيث خلق تنظيماً إرهابياً قوياً ومنظماً بشكل جيد، على منوال جهاز سري وبمساندة أجهزة الأمن العراقية. وهي تقنية ألهمت، لاحقاً، معظم المجموعات الثورية، حيث قام التنظيم بالكثير من العمليات ضد الدول العربية التي كان يعتبرها «خائنة».

### الفترة الثانية: حقبة البعث
ظلت العلاقة العراقية - السورية في فترة السبعينات والثمانينات من القرن الفائت، هي المتحكمة في مصير ونوع العلاقة مع المنظمات الفلسطينية، بسبب الاختلاف بين جناحي البعث في هذين البلدين. وكان تقييم المخابرات العراقية لمنظمة التحرير الفلسطينية، بأنها واقعة تحت المظلة السورية، فقادت ونفذت أوسع حملة اغتيالات في صفوف مدراء مكاتب منظمة التحرير الفلسطينية في أوروبا، مستغلة ومستعملة أيادي وأطرافاً فلسطينية وعلى رأسها تنظيم أبو نضال، فقُتل العديد منهم، مثل عصام السرطاوي في لشبونة، وآخرون كثيرون. ووجدت الأجهزة العراقية فرصتها عام 1974 عندما أُعلن برنامج النقاط العشر الفلسطيني الذي كان أول دخول فلسطيني في عالم التسوية السياسية، فرعت بغداد من خلال امتدادها الفلسطيني (جبهة التحرير العربية) تشكيل ما عرف باسم (جبهة القوى الفلسطينية الرافضة للحلول الاستسلامية) أو جبهة الرفض، ودعمتها نكاية بسوريا. وعندما دخلت القوات السورية بيروت عام 1976 لدعم الطرف الماروني، هربت قيادات وكوادر هذه الجبهة إلى بغداد حيث أعادت بغداد فتح مكاتبهم، ووفرت لهم كل الإمكانيات لضرب سوريا وحركة فتح التي كانت تسيطر عمليا على منظمة التحرير الفلسطينية.
حرب الخليج
استمرت هذه العلاقة على حالها، حتى عام 1979 عند إعلان العراق الحرب ضد نظام آية الله الخميني في إيران، ووقوف أغلب التنظيمات الفلسطينية بادئ الأمر ضد الموقف العراقي، فأغلقت المخابرات العراقية ما كانت قد فتحته من مكاتب لهذه التنظيمات، وتحديدا مكاتب الجبهتين الشعبية والديمقراطية، فهرب أعضاؤها وكوادرها، عائدين إلى لبنان.
ظلت العلاقات الفلسطينية - العراقية مقطوعة بشكل كامل طوال السنوات الخمس الأولى من حرب صدام ضد إيران، أي حتى عام 1985. وفي الوقت ذاته تحسنت مع النظام السوري نكاية بالنظام العراقي. وفي الأعوام الثلاثة الأخيرة من تلك الحرب (86-87-1988)، غيرت التنظيمات الفلسطينية موقفها، فأصبحت مؤيدة للعراق ضد إيران، فتبدلت التحالفات، فعادوا من جديد للأحضان النظام العراقي، مخلفين وراءهم في لبنان الأذرع السورية، واعترف بعدها العراق بدولة فلسطين التي أعلنها المجلس الوطني الفلسطيني في الجزائر عام 1988 فيما أطلق عليه إعلان الاستقلال الفلسطيني، كما دعم انتفاضة أطفال الحجارة إعلاميا.
الغزو العراقي للكويت
أما في حرب الخليج الثانية عام 1991، والتي نشبت على أثر غزو العراق للكويت عام 1990، فكان موقف منظمة التحرير بالإجماع ضد الحرب على العراق، بالرغم من وجود اختلافات بين قيادات المنظمة في تأييد ورفض نتائج الغزو العراقي للكويت، فكانت منظمة التحرير من المصوتين بالتحفظ على المشاركة في أي حرب ضد العراق في مؤتمر القمة العربي الطارئ الذي عقد بالقاهرة في عام 1990 إلى جانب الجزائر والسودان وليبيا، واعتبرت الحرب عدوانا على الأمة العربية.

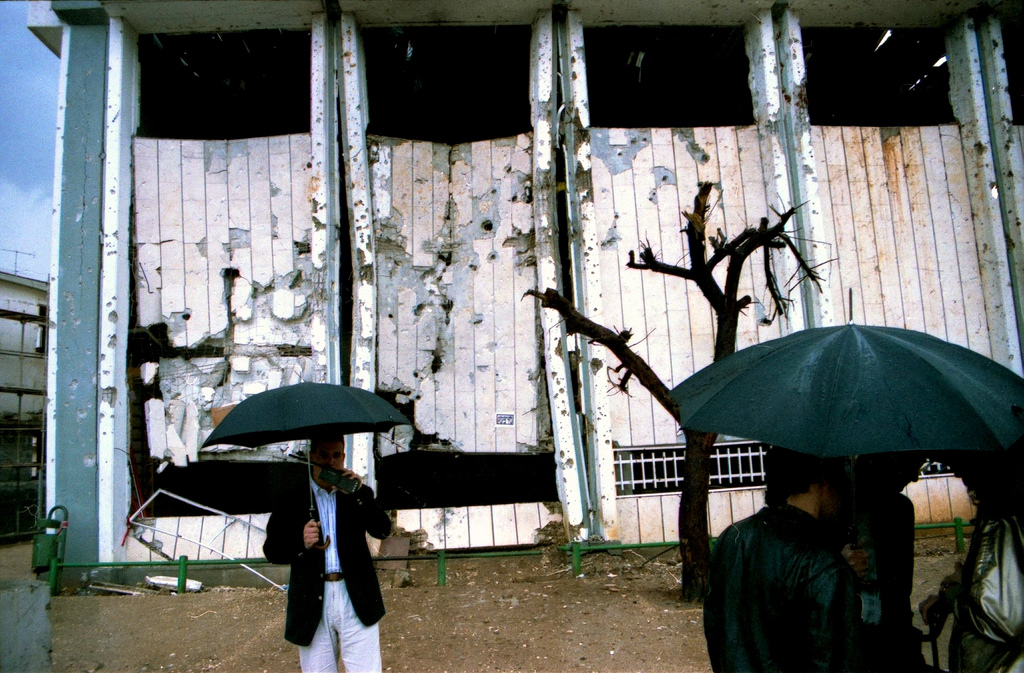
أثار الدمار في أحد البنايات بتل أبيب بعد قصفها بصواريخ سكود عراقية عام 1991.

وعقب هذا الغزو، قام نظام الرئيس صدام بقصف عدة مواقع إسرائيلية في مدن تل أبيب، حيفا، وصفد بعدة صواريخ سكود، فتحسنت العلاقات الرسمية الفلسطينية - العراقية بسبب دعم معظم قادة منظمة التحرير الفلسطينية للموقف العراقي، وعادت الحرارة بين الطرفين، كما سُخّر الإعلام الفلسطيني للحديث عن صدام حسين. وعقدت المهرجانات الشعبية لدعم موقف صدام وصدرت عشرات البيانات التي تهدد الإمبريالية الأمريكية بالويل والثبور إن هي أقدمت على ضرب العراق الصامد - حسب وصفها. وقد تجلت هذه الدعاية الإعلامية في شهر نوفمبر / تشرين ثاني 1990 فيما سُمي «مؤتمر القوى الشعبية والوطنية لدعم صمود العراق» الذي انعقد في عمّان. لكن في ذات الوقت، ظهر تيار من قيادات الفصائل الفلسطينية، رفض التدخل العراقي بالكويت وأعلن ذلك بصراحة.
يشار بالذكر إلى أن تأييد بعض القيادات العليا في منظمة التحرير لغزو العراق للكويت عام 1990 قد أدى إلى نتائج وخيمة على المنظمة وأبناء الشعب الفلسطيني المقيمين في الكويت، والذي كان يقدر عددهم قبل الغزو بقرابة 400,000 مقيم. حيث خسرت المنظمة دعما لوجستيا وماديا خليجيا استمر لعقود، وقاعدة جماهيرية كبيرة كانت موجودة بالكويت، حيث غادرت عشرات الآلاف من الأسر الفلسطينية العاملة من هناك ومن مناطق مختلفة بالخليج إلى الأردن والعراق والضفة الغربية وأوروبا والولايات المتحدة.
ما بعد الحرب
وعندما انتهت حرب الكويت، اكتشفت القيادة الفلسطينية الخطأ الفادح الذي ارتكبته، فبدأت تحجم علاقاتها مع صدام حسين، فعاد التوتر من جديد للعلاقة، واعتقدت قيادة المنظمة أن هذا التحجيم كفيل بإعادة العلاقات التي انقطعت نهائيا مع حكومات ودول الخليج من جهة أخرى. إلى أن كان الأسبوع الثاني من يناير / كانون ثاني 1993 حيث زار وفد من منظمة التحرير الفلسطينية برئاسة محمود عباس المملكة العربية السعودية لحضور احتفالات حركة فتح بذكرى انطلاقتها. وقد ألقى خطابا علنياً اعتذر فيه بصراحة عن مواقف منظمة التحرير الفلسطينية ودعمها لصدام، معلنا بوضوح أن هذا الموقف كان خطأ كبيرا، ووعد بعدم تكراره، وهكذا فمن المرشح أن يصار إلى تطبيع العلاقات الفلسطينية - الخليجية، لتنقطع نهائياً مع نظام صدام حسين.
من جهة أخرى، استمر دعم الرسمي المعنوي للفلسطينيين المقيمين في العراق، والإعلامي والمادي في بعض الحالات داخل فلسطين كما حصل بعد انتفاضة الأقصى، حتى في أثناء الحصار الاقتصادي الذي استمر 13 سنة منذ عام 1990 - رغم فتور العلاقات الرسمية بين الجانبين بعد توقيع إتفاق أوسلو بين منظمة التحرير الفلسطينية وإسرائيل. ووصل هذا الدعم الإعلامي لذروته قُبيل سقوط النظام بعدة سنوات فقط، حيث تم تأسيس ما يسمى جيش القدس والمكون من عدة ملايين. لكن يرى مراقبون أنها كانت محاولة إعلامية ليس إلا لكسب التعاطف الشعبي في المنطقة مع نظام الرئيس صدام حسين. استمر هذا الدعم حتى تاريخ الغزو الأمريكي للعراق عام 2003.

### 2003 - الآن

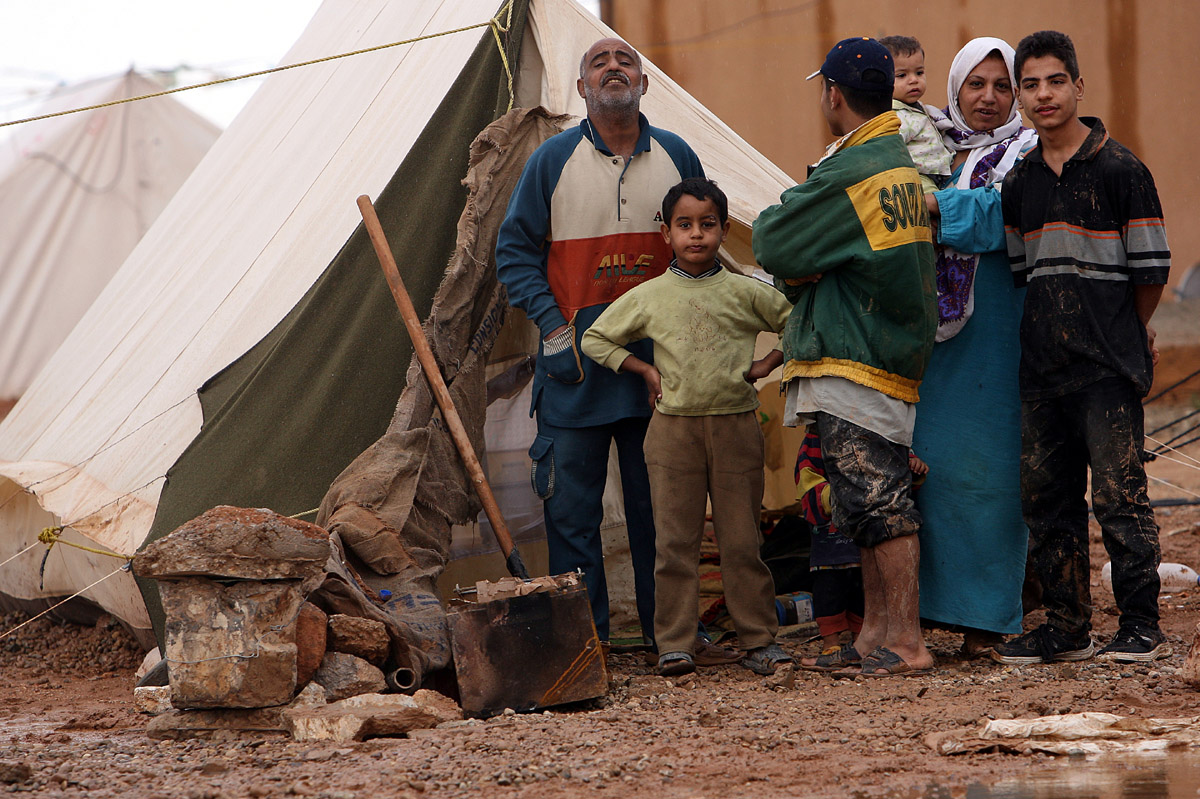
فلسطينيون في مخيم للاجئين على الحدود العراقية الأردنية.

ميليشيا جيش المهدي، قامت بحملات منظمة لتهجير الفلسطينيين من العراق بعد 2003.

بعد الغزو الأمريكي للعراق، لم يتبقَ من الوجود الفلسطيني هناك - بحسب تقديرات الأمم المتحدة، سوى 7,500 لاجئ من أصل 35,000 فلسطيني، ترك أغلبهم منازلهم بعد حملات منظمة من ميليشيات مسلحة ومن القوات الأمريكية، إلى مخيمات في الصحراء قرب الحدود السورية والأردنية، ومن ثم إلى دول مختلفة منها البرازيل والولايات المتحدة ونيوزلندا والسويد وقبرص ودول عربية مجاورة، في إجراء أدانته الهيئات الدولية والجمعيات الإنسانية في العالم، حيث أدانت منظمة العفو الدولية ما أستهدف اللاجئين الفلسطينيين في العراق من انتهاكات لحقوقهم، مستهجنة في الوقت نفسه تقاعس الحكومة العراقية والقوات الأمريكية عن العمل من أجل حمايتهم، كما وجهت نداء لإنقاذهم.
إضافة لذلك، فقد تم إغلاق مكتب منظمة التحرير الفلسطينية بعد الاحتلال مباشرةً، بالإضافة إلى مكاتب التنظيمات الفلسطينية في العراق، ومبنى السفارة الفلسطينية لعدة أشهر، بعد أن تم قصفها بعدة قذائف، مع بقاء من يمثلها ولو بالحد الأدنى. والصفة الغالبة لدور المنظمة في العراق تجاه اللاجئين الفلسطينيين هي عدم الاهتمام الجدي بالأمر، بالرغم من زيارة الرئيس الفلسطيني محمود عباس للعراق (والتي كانت أول زيارة لزعيم فلسطيني لبغداد منذ حرب الخليج الثانية وفرض الحصار الدولي على العراق)، وتوفير السفارة الفلسطينية ببغداد لحوالي 300 أسرة فلسطينية المأوى في المباني التابعة لها ولحركة فتح ومنظمة التحرير الفلسطينية والتي اقامت مخيماً لهذه الغاية في الملعب الرياضي لنادي حيفا التابع بدوره لمنظمة التحرير الفلسطينية.
في المقابل، أبدت الحكومة العراقية الجديدة دعمها لإنشاء دولة فلسطينية مستقلة على حدود الضفة الغربية وقطاع غزة ودعم طلب فلسطين كعضو في الأمم المتحدة. كما أبدت شخصيات سياسية عراقية بارزة دعمها لوحدة الشعب الفلسطيني بجميع فصائله، ولانتفاضتهم ضد الاحتلال الإسرائيلي وقضيته.
ولقد ظهر تيار معاكس لهذا الطرح بين فئة قليلة من الساسة العراقيين، اعتبروا الفلسطينيين طابورا خامسا يدافع عن حكم النظام السابق. ووصل الأمر عند بعضهم إلى المطالبة بطردهم من العراق.
وعلى الصعيد الشعبي والرياضي، فقد كان للمنتخب العراقي لكرة القدم أول مبارياته الدولية على أرضه منذ 2003 مع نظيره الفلسطيني في مدينة أربيل عام 2009، حيث شكل هذا الحدث، مؤشرا هاما لعودة الحياة الطبيعية إلى العراق.
في 28 يناير 2017، سلّمت صفية السهيل سفيرة العراق لدى الأردن أوراق اعتمادها إلى الرئيس الفلسطيني محمود عباس سفيرةً غير مقيمة للعراق لدى دولة فلسطين.
في 9 فبراير 2021، قدم حيدر منصور العذاري في العاصمة الأردنية عمان أوراق اعتماده سفيرًا مفوضًا فوق العادة غير مقيم لدى فلسطين إلى وزير الخارجية والمغتربين الفلسطيني رياض المالكي.
في 9 يوليو 2023، عُقدت في العاصمة العراقية بغداد جلسة المشاورات السياسية الأولى بين البلدين.
في 11 يناير 2025، قرر وزير الصحة العراقي صالح الحسناوي البدء بمعاملة اللاجئ الفلسطيني في العراق نفس معاملة المواطن العراقي في دفع الأجور في المؤسسات الصحية.

## العلاقات الفلسطينية - الكردية

وزير الخارجية الفلسطيني رياض المالكي في زيارة لإقليم كردستان العراق عام 2011، لافتتاح القنصلية الفلسطينية في أربيل.

بالإضافة إلى التعلق الكردي الطبيعي والعفوي بفلسطين وذكريات التاريخ، والدور المشهود للعديد من الجنود والضباط والمتطوعين الأكراد من العراق في معارك فلسطين منذ النكبة وحتى الآن ومقتل رجال من هؤلاء على خطوط الجبهة، كانت الحركة السياسية الكردية ومنذ ظهورها تحتفظ في برامجها مكانة خاصة لفلسطين والقضية الفلسطينية.
وبسبب شعور قيادة منظمة التحرير بمسؤوليتها القومية، فقد حاولت في مراحل مختلفة القيام بدور - الوسيط لإيجاد حلول سلمية على سبيل المثال بين الحركة الوطنية الكردية العراقية والحكومات العراقية المتعاقبة، وحققت خطوات وفي بعض المراحل وبالتنسيق مع الجبهة الكردستانية - في العراق، كما أنها وانطلاقاً من نفس المشاعر قطعت الطريق في أوقات عديدة على مخططات ومشاريع كانت تهدف إلى توطين الفلسطينيين في مناطق كردية في سوريا والعراق. كل ذلك من اجل أن تبقى العلاقات بين الشعبين سليمة وأخوية وبعيدة عن القهر والتصادم والاقتتال. وضد مخططات التعريب التي حاولت حكومات عربية (في سوريا والعراق) تنفيذها.
بعد عودة قيادة منظمة التحرير إلى فلسطين وإقامة السلطة الوطنية الفلسطينية ظلت وفية لمبادئها وشهدت العلاقات الثنائية نقلة نوعية جديدة بافتتاح مكتب للحركة الكردية هناك واعتباره وبعد التوصل إلى الحل النهائي الرسمي وإعلان الدولة الفلسطينية المستقله كممثلية ذات صفه رسمية لحركة التحرر الوطني الكردية. كما بادر رئيس منظمة التحرير ياسر عرفات إلى رعاية المؤتمر التأسيسي لجمعية الصداقة الفلسطينية - الكردية التي أقيمت في صيف 1999 في رام الله وهي أول جمعية صداقة عربية - كردية في العصر الحديث، حيث قابله الجانب الكردي بإقامة أول جمعية صداقه كردية - عربية في أربيل بكردستان العراق في عام 2000.
يشار إلى أن هذا التقارب الفلسطيني - الكردي (العراقي)، قد ازداد بعد زيارة تاريخية للرئيس الفلسطيني محمود عباس لإقليم كردستان العراق في نيسان / أبريل 2009، بكونه أول زعيم في العالم يزور الإقليم بصفته الرئاسية، والتي تلتها زيارة تاريخية أخرى لوزير خارجيته قام بها إلى أربيل عام 2011 لافتتاح مبنى القنصلية الفلسطينية في كردستان العراق.

## المدن المتؤامة
لاتوجد إلى الآن أي اتفاقية تؤامة أو شراكة بين المدن العراقية ونظيراتها في الأراضي الفلسطينية.

## المنظمات الدولية المشتركة
| علم المنظمة | اسم المنظمة                                            | تاريخ انضمام العراق | تاريخ انضمام فلسطين |
| ----------- | ------------------------------------------------------ | ------------------- | ------------------- |
|             | الأمم المتحدة                                          | 1945                | 1974 (مراقب)        |
|             | جامعة الدول العربية                                    | 1945                | 1976                |
|             | منظمة المؤتمر الإسلامي                                 | 1969                | 1969                |
|             | حركة عدم الانحياز                                      | ---                 | ---                 |
|             | مجموعة السبعة وسبعون                                   | 1964                | ---                 |
|             | اللجنة الدولية الأولمبية                               | 1948                | 1995                |
|             | منظمة الأمم المتحدة للتربية والتعليم والثقافة (يونسكو) | 1948                | 2011                |
|             | الاتحاد الدولي لكرة القدم (الفيفا)                     | 1950                | 1929                |

## حواش
- معلومة تُعتبر سفيرة جمهوريّة العراق في المملكة الأردنيّة الهاشميّة وفلسطين، حيث قدّمت أوراق اعتمادها إلى الرئيس الفلسطيني محمود عباس كسفيرة غير مقيمة ومفوَّضة فوق العادة لجمهوريّة العراق لدى دولة فلسطين في العاصمة الأردنيّة عمّان عام 2017.[72]

## وصلات خارجية
- موقع وزارة الخارجية العراقية
- موقع وزارة الشؤون الخارجية الفلسطينية
- موقع فلسطينيو العراق
- موقع رابطة فلسطينيي العراق
- الجيش العراقي في حرب فلسطين عام 1948. على يوتيوب
- مباراة تاريخية بين العراق وفلسطين عام 2009. على يوتيوب